# Sida elliottii
Sida elliottii är en malvaväxtart som beskrevs av John Torrey och Gray. Sida elliottii ingår i släktet sammetsmalvor, och familjen malvaväxter. Utöver nominatformen finns också underarten S. e. parviflora.